# 馬岱
馬 岱（ば たい）は、中国三国時代の蜀漢に仕えた武将。

## 生涯
従兄の馬超は蜀漢の驃騎将軍。章武2年（222年）に死去する際、主君の劉備に対し、「私の一族200人余りはほとんど曹操に殺されてしまいましたが、従弟の馬岱のみが生き残っています。彼を馬氏の祭祀を守らせる者として陛下にお預けします」と言い遺した。
建興12年（234年）8月、五丈原の戦いからの撤退について、魏延と楊儀が主導権を争った。魏延の軍が形勢不利になり逃走すると、楊儀の命を受けた馬岱がこれを追撃し、魏延を斬殺した。
建興13年（235年）、馬岱は兵を率いて魏に攻め込んだが、牛金の軍に敗れ千余りの損害を出して退却した。
馬岱の官位は平北将軍・陳倉侯にまで昇った。
清代に編纂された『山西通志』には、馬岱の逸話が1つ記載されている。河東郡大陽県を東へ45里の地点にある清渓の近くに石砦があり、その壁に「将軍黄巌」の四字が刻まれている。そして県志には「黄巌とは、馬岱である。幼くして父を亡くし、母と黄氏のもとに身を寄せていた時の名が黄巌であった。彼は馬飼いを生業としていたが、成長すると馬超と合流し、馬姓に戻した」と記されているという。

## 三国志演義における馬岱

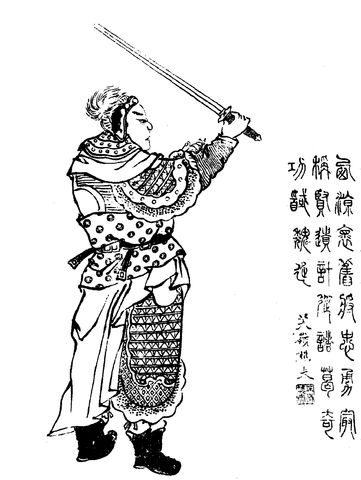
清代の書物に描かれた馬岱

小説『三国志演義』では脇役ながら活躍の多い人物となっている。
曹操の馬騰謀殺の時、後陣の馬岱は命辛々生き残り、商人に身を窶し、馬騰・馬鉄・馬休討死の報を馬超に告げる。馬超・韓遂と共に行動し反乱を起こすが、賈詡の離間策に嵌り、馬超と共に羌族の地に逃れている。
張魯の下に身を寄せた後、漢中に攻め込んで来た劉備軍と戦い、配下の魏延を退ける。ここで魏延を退けるのは後の場面の伏線となっているようである。
また、馬超との戦いを求めてきた張飛とも対峙するが、一蹴され馬超の出番となっている。
その後、馬超が劉備に降伏すると同じく従っている。馬超亡き後は後事を託され、平北将軍となって諸葛亮に随い南征や北伐に参加し、蜀の忠臣として仕える。
北伐時に、諸葛亮が火計で司馬懿諸共魏延を排除しようとしたが、運悪く魏延には火計がかからず策が失敗している。この時、諸葛亮は魏延を収めるために火計を指揮させた馬岱を杖刑にさせ、直後に樊建を派遣して馬岱を慰めている。次の排除策として苦肉計を用い魏延配下とさせている。
馬岱は諸葛亮の臨終時、彼から密かに魏延が反乱を起こした際の策を与えられている。諸葛亮の死後、魏延と楊儀が反目した際には、偽って魏延に荷担している。楊儀配下の何平（王平）との戦いの後、魏に降ろうとした魏延を押しとどめ、漢中に攻め込むことを進言する。南鄭城で姜維・楊儀の軍と対峙した時は、楊儀が魏延に向かって「『わしを殺せる者があるか』と、三度叫べば漢中をお譲り致そう」と告げるが、馬岱は魏延が一度叫ぶなり、その言葉が終わらないうちに「俺が殺してやる」と叫んで、魏延を背後から斬り殺している。これは諸葛亮から、魏延が叫んだら不意を打って斬るように、と命じられていたからである。成都に帰還後、馬岱は反逆者の魏延を討ち取った功績により、彼の爵位を劉禅から賜ることになる。